# АЕС Бібліс
АЕС Бібліс (нім. Kernkraftwerk Biblis) — колишня атомна електростанція в південногессенській комуні Бібліс, Німеччина, біля впадіння річки Вешніц в Рейн. Мала два енергоблоки сумарною потужністю 2525 МВт. Була закрита в березні 2011 року. Власник АЕС — RWE.
Внаслідок дискусій після аварії на першій Фукусімській АЕС федеральний уряд постановив 14 березня 2011 року тимчасову (на три місяці) відміну продовження експлуатації атомних електростанцій та відключення сімох найстаріших енергоблоків німецьких АЕС (серед них два енергоблоки Бібліської АЕС, а також енергоблоки Унтервезерської та Брунсбютельської АЕС, перші енергоблоки Філіппсьбурзької, Ізарської та Некарвестгаймської атомних електростанцій), під час цього мораторію. Енергетичний концерн RWE подав 1 квітня 2011 року позов проти відключення енергоблоку Biblis-A (KWB A) Бібліської АЕС у відповідний Вищий адміністративний суд Гессена, посилаючись на відсутні правові основи для мораторію. Впродовж наступних місяців 2011 року Федеральний уряд вирішив назавжди закрити вищеназвані енергоблоки, що й так були відключені від мережі через мораторій, а також Крюммельську АЕС, що була на момент введення мораторію не працювала через проведення там технічних робіт.

## Дані енергоблоків
АЕС має два енергоблоки, що експлуатувалися до березня 2011 року. Ще два було заплановано.
| Енергоблок       | Тип реактору                       | Нетто- потужність | Брутто- потужність | Початок будівництва | Синхронізація з електромережею | Комерційна експлуатація | Закриття                  |
| ---------------- | ---------------------------------- | ----------------- | ------------------ | ------------------- | ------------------------------ | ----------------------- | ------------------------- |
| Biblis-A (KWB A) | водо-водяний ядерний реактор (PWR) | 1167 МВт          | 1225 МВт           | 01.01.1970          | 25.08.1974                     | 26.02.1975              | 2011                      |
| Biblis-B (KWB B) | водо-водяний ядерний реактор (PWR) | 1240 МВт          | 1300 МВт           | 01.02.1972          | 25.04.1976                     | 31.01.1977              | 2011                      |
| Biblis-C (KWB C) | водо-водяний ядерний реактор (PWR) | 1238 МВт          | 1315 МВт           | -                   | -                              | -                       | План зупинено в 1995 році |
| Biblis-D (KWB D) | водо-водяний ядерний реактор (PWR) | 1300 МВт          | -                  | -                   | -                              | -                       | План зупинено в 1979 році |

## Інше
Бібліська атомна електростанція має партнерські відносини з двома українськими АЕС (Запорізькою та Рівненською), а також з російською Балаковською АЕС для обміну досвідом.
До середини 1990 років для Бібліської АЕС не використовувалося жодного офіційного скорочення, які є звичними для більшості інших німецьких АЕС. Скорочення KKB вже використовувалося для Брунсбюттельської АЕС, а KWB було зарезервоване для запланованої АЕС в Боркені. Лише після остаточної відмови від проекту в Боркені в 995 році, скорочення KWB почали використовувати для Бібліської АЕС.
Цікаво, що в 1991 році вперше вийшов в ефір фільм знятий Йоахімом Фаульштіхом та Георгом Хафнером фільм «Мертва зона — після катастрофи в Біблісі» (нім. Todeszone – Nach dem Super-GAU in Biblis), в якому показувалося, які катастрофічні наслідки мала би велика (рівня Чорнобильської катастрофи) радіаційна аварія на Бібліській АЕС, що розташована в густонаселеному регіоні Німеччини. Так, Дармштадт став би мертвим містом.